# Diecéze zabijská
Diecéze Zabi je titulární diecéze římskokatolické církve, ustanovená roku 1927 papežem Piem XI. a pojmenovaná podle starověkého města Zabi v dnešním Alžírsku. Toto město se nacházelo v provincii Mauritania Sitifense.

## Titulární biskupové
- Joseph-Georges Michaud – (1928–1945) – Funkce: apoštolský vikář Tabory
- Joseph Halsall – (1945–1958) – Funkce: pomocný biskup Liverpoolu
- Carlos Luis Geromini – (1958–1972) – Funkce: emeritní biskup Santa Rosa de Copán
- Sergio Valech Aldunate – (1973–2010) – Funkce: pomocný biskup Santiaga
- Christian Lépine – (2011–2012) – Funkce: pomocný biskup Montréalu
- Robert Joseph Coyle – (od 2013) – Funkce: pomocný biskup Vojenského ordinariátu v USA